# Internationale Filmfestspiele von Cannes 2002
Die 55. Internationalen Filmfestspiele von Cannes 2002 fanden vom 15. Mai bis zum 26. Mai 2002 statt.

## Wettbewerb
Im Wettbewerb des Festivals wurden im Jahr 2002 folgende Filme gezeigt:

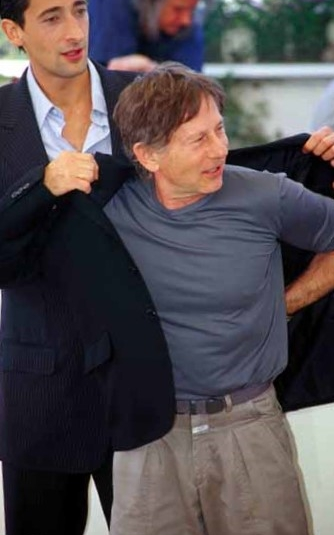
Roman Polański mit Adrien Brody (links) in Cannes 2002

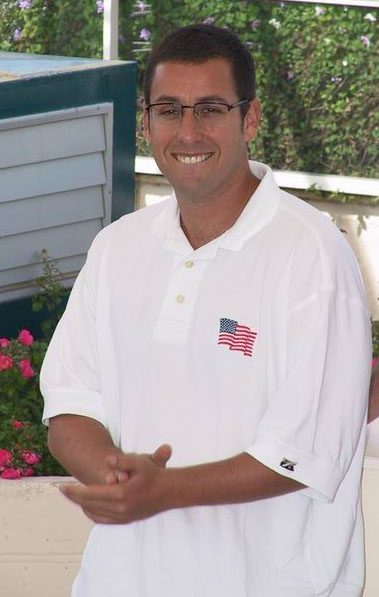
Adam Sandler in Cannes, 2002

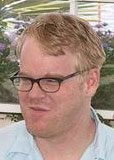
Philip Seymour Hoffman in Cannes, 2002

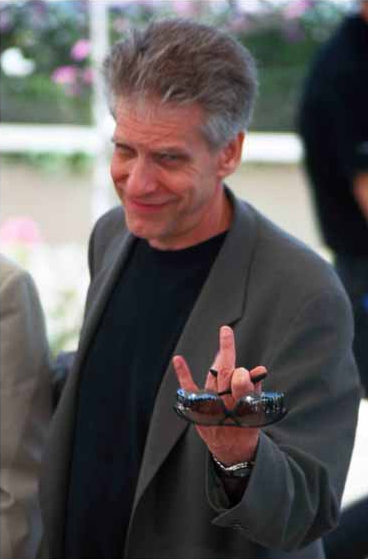
David Cronenberg in Cannes, 2002

| Filmtitel                                                   | Regisseur                         | Produktionsland      | Darsteller (Auswahl)                               |
| About Schmidt                                               | Alexander Payne                   | USA                  | Jack Nicholson, Kathy Bates, Hope Davis            |
| All or Nothing                                              | Mike Leigh                        | Großbritannien, F    | Timothy Spall                                      |
| Bowling for Columbine                                       | Michael Moore                     | Kanada, USA, D       | Dokumentarfilm                                     |
| Demonlover                                                  | Olivier Assayas                   | Frankreich           | Connie Nielsen, Charles Berling, Chloë Sevigny     |
| Göttliche Intervention – Eine Chronik von Liebe und Schmerz | Elia Suleiman                     | F, MAR, D, Palästina |                                                    |
| Im Rausch der Farben und der Liebe                          | Im Kwon-taek                      | Südkorea             | Choi Min-sik                                       |
| Irreversibel                                                | Gaspar Noé                        | Frankreich           | Monica Bellucci, Vincent Cassel                    |
| Kedma                                                       | Amos Gitai                        | Israel, Italien, F   |                                                    |
| Der Mann ohne Vergangenheit                                 | Aki Kaurismäki                    | Finnland, D, F       | Markku Peltola, Kati Outinen                       |
| Marie-Jo und ihre zwei Liebhaber                            | Robert Guédiguian                 | Frankreich           | Ariane Ascaride                                    |
| L'ora di religione                                          | Marco Bellocchio                  | Italien              | Sergio Castellitto                                 |
| Der Pianist*                                                | Roman Polański                    | Frankreich, D, UK, P | Adrien Brody, Thomas Kretschmann, Frank Finlay     |
| O Princípio da Incerteza                                    | Manoel de Oliveira                | Frankreich, Portugal |                                                    |
| Ein perfektes Leben                                         | Nicole Garcia                     | Frankreich, CH, E    | Daniel Auteuil, Géraldine Pailhas                  |
| Punch-Drunk Love                                            | Paul Thomas Anderson              | USA                  | Adam Sandler, Emily Watson, Philip Seymour Hoffman |
| Ren xiao yao                                                | Zhang Ke Jia                      | KOR, F, JPN, China   |                                                    |
| Russian Ark                                                 | Alexander Sokurow                 | Russland, D          |                                                    |
| Der Sohn                                                    | Jean-Pierre Dardenne Luc Dardenne | Belgien, Frankreich  | Olivier Gourmet, Morgan Marinne                    |
| Spider                                                      | David Cronenberg                  | F, CAN, UK           | Ralph Fiennes, Miranda Richardson, Gabriel Byrne   |
| Sweet Sixteen                                               | Ken Loach                         | UK, Deutschland, E   | Martin Compston, William Ruane                     |
| Ten                                                         | Abbas Kiarostami                  | F, Iran, USA         | Mania Akbari, Amin Maher                           |
| 24 Hour Party People                                        | Michael Winterbottom              | Großbritannien       | Steve Coogan, John Thomson, Lennie James           |

* = Goldene Palme

## Internationale Jury
In diesem Jahr war David Lynch Jurypräsident. Er stand einer Jury mit folgenden Mitgliedern vor: Christine Hakim, Sharon Stone, Michelle Yeoh, Bille August, Claude Miller, Raúl Ruiz, Walter Salles und Régis Wargnier.

## Preisträger
- Goldene Palme: Der Pianist

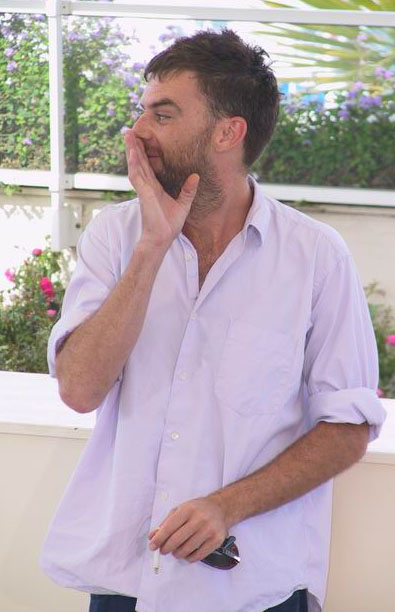
Paul Thomas Anderson in Cannes, 2002

- Großer Preis der Jury: Der Mann ohne Vergangenheit
- Jurypreis: Göttliche Intervention
- Bester Schauspieler: Olivier Gourmet in Der Sohn
- Beste Schauspielerin: Kati Outinen in Der Mann ohne Vergangenheit
- Beste Regie: Im Kwon-taek für Chihwaseon und Paul Thomas Anderson für Punch-Drunk Love
- Bestes Drehbuch: Paul Laverty für Sweet Sixteen
- Jubiläumspreis zum 55. Jubiläum der Festspiele: Bowling for Columbine

## Weitere Preise
- FIPRESCI-Preis: Göttliche Intervention
- Preis der Ökumenischen Jury: Der Mann ohne Vergangenheit

## Un Certain Regard
In der Sektion Un Certain Regard wurden in diesem Jahr unter anderem folgende Filme vorgestellt:
Balzac und die kleine chinesische Schneiderin von Dai Sijie, Sommer in New York von Peter Sollett, Madame Satã von Karim Aïnouz, Ten Minutes Older (Kurzfilmrolle von mehreren Regisseuren). Den Un Certain Regard Preis erhielt in diesem Jahr der thailändische Film Sud sanaeha von Apichatpong Weerasethakul.